# NGC 443
NGC 443 is een spiraalvormig sterrenstelsel in het sterrenbeeld Vissen. Het hemelobject ligt ongeveer 197 miljoen lichtjaar van de Aarde verwijderd en werd op 8 oktober 1861 ontdekt door de Duits-Deense astronoom Heinrich Ludwig d'Arrest.

## Synoniemen
- IC 1653
- PGC 4512
- ZWG 502.10
- UGC 796
- 4ZW 42
- MCG 5-4-5
- NPM1G +33.0038